# Ozaki Shirō

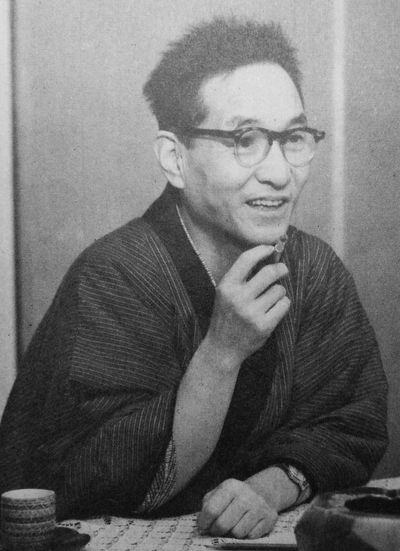
Ozaki Shirō

Ozaki Shirō (japanisch 尾崎 士郎; * 5. Februar 1898 in der Präfektur Aichi; † 19. Februar 1964) war ein japanischer Schriftsteller.

## Leben und Wirken
Ozaki Shirō studierte Politische Ökonomie an der Waseda-Universität und betätigte sich danach zunächst als Journalist. Ab Mitte der 1920er Jahre lebte er als Schriftsteller. Seine frühen Werke zeigen ein Interesse an der sozialistischen Bewegung, aber während des Zweiten Weltkriegs wurde er Nationalist. Auf Grund seiner nationalistischen Einstellung wurden ihm nach dem Krieg unter den Besatzungsmächten von 1948 bis 1950 alle öffentlichen Aktivitäten untersagt.
Sein Hauptwerk ist der siebenbändige Roman „Jinsei gekijō“ (人生劇場) – etwa „Menschliches Theater“, der zwischen 1933 und 1960 entstand. Das ist ein Bildungsroman, der die politisch unruhige Zeit vor dem Zweiten Weltkrieg beschreibt. Weitere Werke sind die Romane „Kagaribi“ (篝火) – „Leuchtturm“ im Jahr 1941 und „Tennō kikan setsu“ (天皇機關説) – „Erläuterungen zur Stellung des Tennō“, 1951. Von 1965 bis 1966 erschien im Verlang Kōdansha Ozakis Gesamtwerk in 12 Bänden „Ozaki Shirō Zenshū“ (尾崎士郎全集)